# The Transfiguration
The Transfiguration é um filme de terror estadunidense de 2016 dirigido e escrito por Michael O'Shea. Protagonizado por Eric Ruffin e Chloe Levine, estreou no Festival de Cannes 2016.

## Elenco
- Eric Ruffin - Milo
- Chloe Levine - Sophie
- Aaron Clifton Moten - Lewis
- Carter Redwood - Andre
- Danny Flaherty - Mike
- Larry Fessenden - Bêbado
- Lloyd Kaufman - Hobo
- James Lorinz - Detetive
- Victor Pagan - Deli Regular
- Anna Friedman - Stacey